# FV438 Swingfire
Az FV438 Swingfire a Brit Szárazföldi Erők páncélozott harckocsi-vadász járműve.
A páncélos az FV430 harcjármű széria tagja, az FV432-es páncélozott szállító harcjárműből lett kialakítva Swingfire, irányított páncéltörő rakéta vetőcsövek felszerelésével.
Az FV438-as két rakéta vetőcsövet hordoz, 14 rakétával, melyek a jármű belsejéből is újratölthetők. A vezérlő rendszer használathoz telepíthető és a rakéták indítása végezhető 50 méter távolságból is, így lehetővé téve, hogy a jármű teljesen fedezékben maradjon.
A harckocsi az 1970-es években állt szolgálatba, mint a Királyi Tüzérség különleges feladatkörű harckocsi-vadász. A feladatkör változásával a Királyi Páncélos Erőkhöz került, irányított páncéltörő feladatkörben kerültek az ezredekhez, kilenc jármű ezredenként.